# Pinocchio & Company Tour 2018
Il Pinocchio & Company Tour 2018 è una tournee del cantautore italiano Edoardo Bennato, svoltasi in Italia in 14 tappe, dal 6 novembre all'11 dicembre 2018.

## Storia
Inciso il singolo Mastro Geppetto, Edoardo Bennato parte per il Pinocchio & Company Tour 2018, uno spettacolo di tre ore di musica e video, dove, accompagnato dall'intera band e dal Quartetto Flegreo, interpreta i suoi brani storici.

Il Tour tocca 14 teatri della penisola e parte il 6 novembre da Trieste per concludersi l'11 dicembre al Teatro Ponchielli di Cremona.

## Le tappe
| Data       | Città       | Luogo                         | Note        |
| ---------- | ----------- | ----------------------------- | ----------- |
| 06/11/2018 | Trieste     | Politeama Rossetti            | [ 1 ]       |
| 12/11/2018 | Bologna     | Teatro Europauditorium        | [ 1 ]       |
| 15/11/2018 | Genova      | Teatro Carlo Felice           | [ 1 ] [ 2 ] |
| 17/11/2018 | Torino      | Teatro Colosseo               | [ 1 ]       |
| 20/11/2018 | Napoli      | Teatro PalaPartenope          | [ 1 ] [ 2 ] |
| 24/11/2018 | Verona      | Teatro Filarmonico            | [ 1 ]       |
| 25/11/2018 | Aosta       | Teatro Splendor               | [ 1 ] [ 3 ] |
| 27/11/2018 | Milano      | Teatro degli Arcimboldi       | [ 1 ] [ 2 ] |
| 29/11/2018 | Roma        | Auditorium Parco della Musica | [ 1 ] [ 2 ] |
| 02/12/2018 | Firenze     | Teatro Verdi                  | [ 1 ] [ 2 ] |
| 06/12/2018 | Catania     | Teatro Metropolitan           | [ 1 ]       |
| 08/12/2018 | Bari        | Teatro Team                   | [ 1 ]       |
| 10/12/2018 | Assisi (PG) | Teatro Lyrick                 | [ 1 ] [ 2 ] |
| 11/12/2018 | Cremona     | Teatro Ponchielli             | [ 1 ]       |

## Formazione
- Edoardo Bennato (voce, chitarra, armonica, kazoo, tamburello a pedale)
- Giuseppe Scarpato (chitarre)
- Raffaele Lopez (tastiere)
- Gennaro Porcelli (chitarre)
- Roberto Perrone (batteria)
- Arduino Lopez (basso)

### Quartetto Flegreo
- Simona Sorrentino (I violino)
- Fabiana Sirigu (II violino)
- Luigi Tufano (viola)
- Marco Pescosolido (violoncello)